# 巴拉城足球俱樂部
巴拉城足球俱樂部（Bala Town Football Club）是威爾士的一家足球俱樂部，主場位於巴拉。球隊參加威爾士足球超級聯賽的賽事。

## 外部連結
- Bala Town F.C.'s official site. （页面存档备份，存于）
- Welsh Premier Official site – Bala Town page.[永久]
- Bala Town Facebook.
- Bala Town Twitter. （页面存档备份，存于）